# Wrzeszcz Górny
Wrzeszcz Górny (in tedesco: Langfuhr Spitze) è una frazione di Danzica, situata nella parte centro-settentrionale della città.